# Черниця (гміна)
Гміна Черниця (пол. Gmina Czernica) — сільська гміна у південно-західній Польщі. Належить до Вроцлавського повіту Нижньосілезького воєводства.
Станом на 31 грудня 2011 у гміні проживало 12186 осіб.

## Територія
Згідно з даними за 2007 рік площа гміни становила 84.18 км², у тому числі:
- орні землі: 65.00%
- ліси: 19.00%

Таким чином, площа гміни становить 7.54% площі повіту.

## Населення
Станом на 31 грудня 2011:
| Опис     | Загалом | Загалом | Чоловіки | Чоловіки | Жінки | Жінки |
| -------- | ------- | ------- | -------- | -------- | ----- | ----- |
| одиниця  | осіб    | %       | осіб     | %        | осіб  | %     |
| все      | 12186   | 100     | 6028     | 49.47    | 6158  | 50.53 |
| міське   | 0       | 100     | 0        |          | 0     |       |
| сільське | 12186   | 100     | 6028     | 49.47    | 6158  | 50.53 |

## Сусідні гміни
Гміна Черниця межує з такими гмінами: Длуґоленка, Єльч-Лясковіце, Олава, Олесниця, Сехніце.